# عزبة الوالدة
عزبة الوالدة هي أحد ضواحي حلوان البلد التابعة لحي حلوان التاريخية التي يرجع تاريخها الي عصر الأسرات، وهي من المناطق شديدة العشوائية حالياً.

## تاريخ

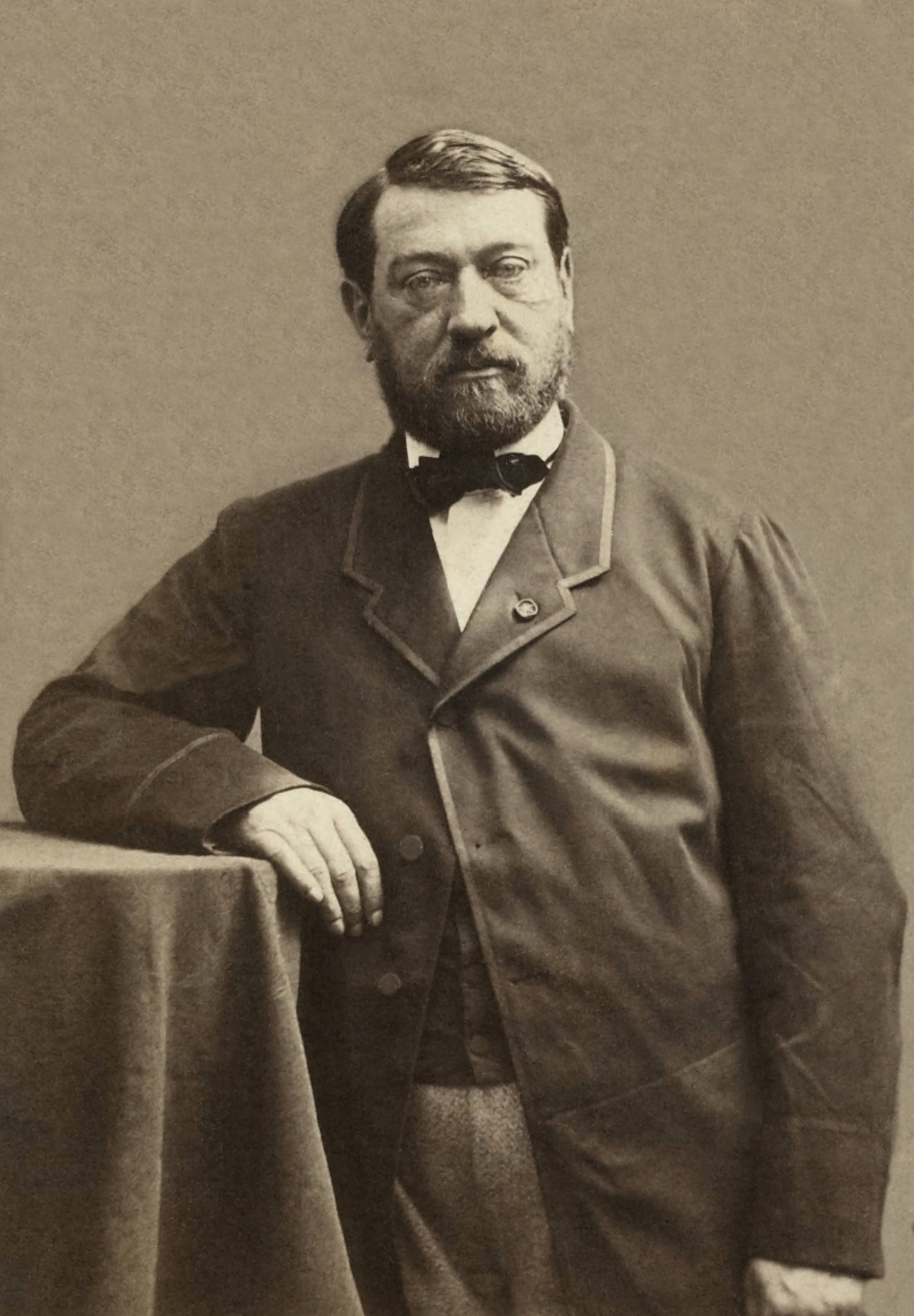
أوجوست مارييت 1861م

يذكر أن عزبة الوالدة مرت بأسماء عديدة، فكان يطلق عليها قدماء المصريين «مدينة خيراها» حتى الفتح الإسلامى، فأطلق عليها العرب «ممفيس الشرقية»، ثم ظلت مهملة حتى بداية أسرة محمد على باشا .
حاول المسيو أوجوست مارييت «Mariette» عالم الآثار الفرنسي في سنة 1874م أخذ موافقة الخديوي إسماعيل للتنقيب عن الآثار في هذه المنطقة فما كان منه إلا الرفض للحفاظ علي المظهر الجمالي لقصر الوالدة باشا الذي كان قد تم إنشاءه سنة 1873م .
في سنة1942م قام عالم الآثار زكي يوسف سعد بالتنقيب عن الآثار في هذه المنطقة فوجد مقابر من الأسرتين الأولي والثانية وصل عددها إلي 10258 مقبرة كبيرة و صغيرة وقد ظلت هذه المقابر حتى الفترة الرومانية واليونانية ,وسنة 1944م عثر علي كنيسة مهدمة في الطريق المؤدي من عزبة الوالدة إلي وادي حوف وفي نفس العام عثر علي دير شاه ران شمال عزبة الوالدة وكان هذا الدير يتمتع بشهرة عالية في القرن الثامن الميلادي ,وقد عثرت البعثة المصرية – الأسترالية في شهر مارس سنة 1999م علي أحدي هذه المقابر الأثرية والتي ترجع إلي الأسرتين الأولي و الثانية (3200ق.م : 2690ق.م ) , و المقبرة علي شكل مصطبة مربعة من الصخر منحوت بداخلها درج يتجه من الشمال إلي الجنوب يليه مدخل علي جانبه فجوات ثم ردهة لحجرتين صغيرتين شرق وغرب الردهة ثم ردهة أخري تؤدي إلي 6 غرف شمال و جنوب الردهة الثانية.

## الموقع الجغرافي
تقع عزبة الوالدة شمال غرب حلوان بحوالي 4 كيلو متر تقريباً، ويحدها من الجنوب مساكن عين حلوان ومن الشمال محطة كهرباء جنوب القاهرة ومن الشرق جامعة حلوان ومن الغرب كورنيش النيل فهي في موقع مميز للغاية.

## سبب التسمية
أقدم الخديو إسماعيل على بناء قصر لوالدته خوشيار هانم عام 1873م، واستمر بناؤه حتى عام 1877م، بشمال منطقة حلوان، بعد أن أصيبت والدته خوشيار هانم بمرض جلدى، ونصحه الأطباء بأن تبقى في المياه الكبريتية الموجودة بمنطقة عين حلوان، قام الخديوي إسماعيل بإحضار أفضل المهندسين الأجانب لبناء قصر الوالدة باشا، فقاموا باختيار مكان القصر بشمال حلوان، وقام الخديوي إسماعيل بإعطاء الأراضى الشاسعة المحيطة بقصر الوالدة باشا إلى خدم الوالدة باشا.

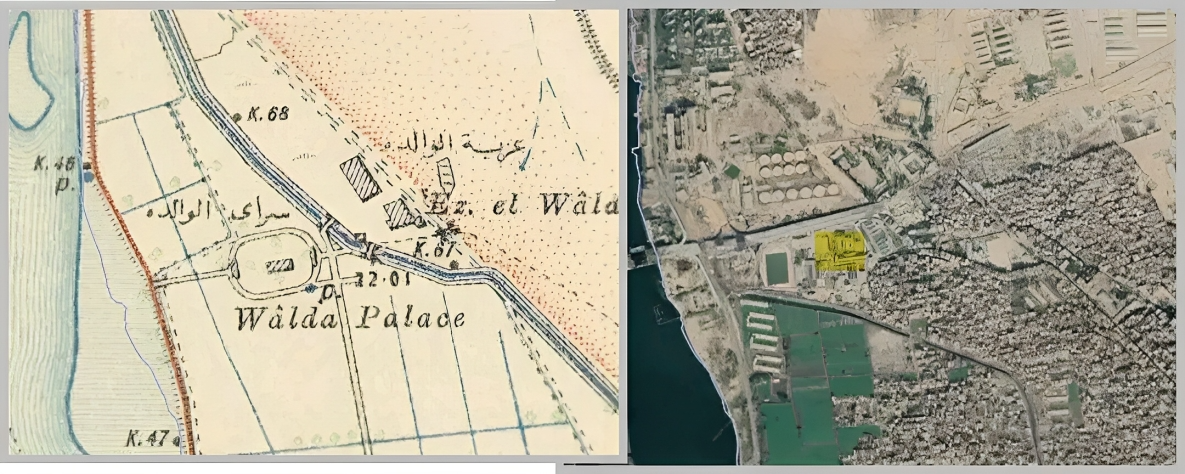
خريطة موقع القصر وعزبة الوالدة

مرت عزبة الوالدة بأسماء عديدة فكان يطلق عليها قدماء المصرين «مدينة خيراها» حتى الفتح الإسلامي فأطلق عليها العرب «ممفيس الشرقية» ثم ظلت مهمله حتى بداية حكم محمد علي باشا حيث قطنها بعض أهالي الصعيد فأطلق عليها «عزبة الصعايدة»حتى بناء قصر الوالدة وتغير أسمها إلي «عزبة الوالدة» نسبة الي والدة الخديوي إسماعيل. عام 1914م تغير إلي «عزبة السلطان» نسبة إلي السلطان حسين كامل وفي عام 1924م تغير الاسم إلي «عزبة الأوقاف الملكية» نسبة إلي الملك فؤاد الأول ثم عاد الاسم القديم لها عقب قيام ثورة 23 يوليو وفي سنة 1972م أطلق عليها الأهالي «منشية حلوان الجديدة» و لكن لم يتداول الاسم وظلت عزبة الوالدة بالاسم الحالي نسبة الي قصر الوالدة باشا.

## التعليم
انتشرت الأمية في ذلك المكان منذ نشأته
حرمت عزبة الوالدة من التعليم، حتى عام 1954م، عندما قام أحد الأهالى ببناء مدرسة ابتدائية وتأجيرها لوزارة التربية والتعليم وكان يطلق عليها مدرسة العبسى، كانت أول مدرسة بناه الحاج محمد العبسي
وكانت تعمل بنظام الفترات الثلاث، وعندما ازداد عدد السكان قامت الحكومة بتأجير مقر المأمور الزراعى وفتح مدرسة جديدة، وفى عام 1985م تم وضع حجر أساس مجمع مدارس عزبة الوالدة «ابتدائى - اعدادى».
حتى بعد إنشاء مجمع مدارس، ظلت أزمة التعليم داخل العزبة، وذلك لانتشار الأمية، وقامت جمعية النهوض وتنمية المرأة بالتعاون مع المجلس الثقافى البريطانى بإجراء دراسة على المدارس أتضح أن 60٪ من الطلبة لا يجيدون القراءة أو الكتابة.